# Barragem da Venda Nova
A Barragem da Venda Nova, Barragem de Venda Nova ou Barragem do Cambêdo, construída sobre o leito do rio Rabagão, situa-se entre as freguesias de Ferral, do município de Montalegre no (Distrito de Vila Real), e a freguesia de Campos, do Município de Vieira do Minho, no (Distrito de Braga). Entrou em funcionamento em 1951 e é alimentada pelo rio Rabagão. A Venda Nova é uma barragem em arco-gravidade, com 97 metros de altura.
Pertence à bacia hidrográfica principal do Rio Cávado e possui uma bacia hidrográfica própria de 136,58 km². A sua albufeira apresenta uma superfície inundável ao NPA (Nível Pleno de Armazenamento) de 400 hectares. As cotas de água na albufeira são: NPA (Nível Pleno de Armazenamento) de 700,00 metros, NMC (Nível Máximo de Cheia) de 701,00 metros e NmE (Nível Mínimo de Exploração) de 641,00 metros.
A capacidade do descarregador é de 1100 m³/s e o escoamento médio anual é de 284 hm3.